# Paratheta
Paratheta is een geslacht van vlinders van de familie sikkelmotten (Oecophoridae), uit de onderfamilie Oecophorinae.

## Soorten
- P. calyptra Lower, 1899
- P. lasiomela Lower, 1899
- P. ochrocoma Lower, 1899